# Договор форта Стэнвикс (1784)
Договор форта Стэнвикс 1784 года (англ. Treaty of Fort Stanwix) — договор между представителями США и Лиги ирокезов, подписанный в форте Стэнвикс (сейчас это город Ром) 22 октября 1784 года. Первый договор между правительством независимого Американского государства и индейскими племенами. Договор стал первым официальным соглашением между независимыми США и коренными народами, положив начало формализованной политике договоров, длившейся до 1871 года.

## Предпосылки
После поражения в Войне за независимость США Великобритания перестала поддерживать ирокезов. Индейцы бежали в Канаду, а их земли были розданы колонистам. Вскоре ирокезы попытались вернуться домой, из-за чего начались стычки с переселенцами.

### Политический контекст
С юридической точки зрения договоры с индейскими племенами рассматривались как контракты между суверенными субъектами. Однако на практике представители США использовали угрозы, подкуп и давление для принуждения индейских лидеров к подписанию соглашений. У правительства США было монопольное право на заключение таких договоров, что лишало индейцев возможности альтернативных переговоров.
После окончания войны за независимость видные политики США, включая Джорджа Вашингтона, считали, что индейцы будут постепенно вытеснены на запад. В письме 1783 года он писал, что «индейцы будут отступать по мере продвижения белого человека». Хотя Вашингтон не участвовал напрямую в переговорах в форте Стэнвикс, его взгляды отражали философию молодой республики, стремящейся к территориальному расширению при формальном соблюдении дипломатических процедур.
После войны за независимость штат Нью-Йорк начал проводить жёсткую и независимую политику в отношении индейцев, несмотря на то, что по Статьям Конфедерации внешняя политика и отношения с индейцами формально входили в ведение Конгресса. Власти Нью-Йорка считали, что индейцы, проживавшие на территории штата, являются его подданными, а не независимыми нациями. В 1784 году губернатор Джордж Клинтон открыто заявил, что уполномочен вести переговоры с индейцами, поскольку те живут в пределах границ штата.

#### Конфликт между Конгрессом и штатом Нью-Йорк
Перед заключением договора форта Стэнвикс правительство штата Нью-Йорк попыталось опередить федеральных уполномоченных, организовав собственные переговоры с племенами. Эти переговоры не завершились уступкой земель, однако позволили штату утвердить своё влияние на месте. Представители Нью-Йорка остались на территории, чтобы наблюдать за действиями федеральных комиссаров и препятствовать нежелательным условиям договора.

### Правовой контекст
После войны США претендовали на территории, ранее контролируемые британцами, включая земли Лиги ирокезов. Правительство США признавало лишь право "докупки" (pre-emption) — индейцы могли пользоваться своими землями, но не продавать их никому, кроме США. Это право США унаследовали от Британии.
Штат Нью-Йорк не признавал за индейцами права на владение землёй. По его мнению, суверенитет над землями перешёл к штату от британской короны. Индейцам признавали лишь «право пользования». Несмотря на позицию федеральных властей, Нью-Йорк заключал собственные сделки с племенами, часто вопреки воле Конгресса.
Штат также игнорировал положения Конституции, закреплявшие исключительное право федерального правительства на ведение дел с индейцами. Это стало причиной судебных тяжб, кульминацией которых стало дело Округ Онейда против Индейской нации Онейда штата Нью-Йорк: Верховный суд США в 1985 году подтвердил, что только федеральное правительство имеет право заключать договоры с индейцами.

## Переговоры и подписание
22 октября 1784 года договор был подписан в форте Стэнвикс между представителями Конгресса США — Оливером Вулкоттом, Ричардом Батлером и Артуром Ли — и сахемами и воинами Шести Наций. Со стороны ирокезов подписи поставили капитан Хилл и Сажатель Кукурузы, а также представители онейда, мохоков, кайюга, онондага, тускарора и сенека.
Изначально представителем Лиги был Джозеф Брант, но из-за параллельных переговоров с Британией он покинул делегацию. Присутствие вождя Красного Мундира (Red Jacket) остаётся спорным: его имя отсутствует в официальных протоколах.
Многие делегаты индейцев не имели полномочий от своих общин, что вызывало внутреннее недовольство. Формат переговоров предполагал подписание от имени отдельных племён, что противоречило принципам коллективного решения Лиги ирокезов.

## Содержание договора
Статья I: Обмен пленными — сенека, мохоки, онондага и кайуга обязались выдать всех пленных; до этого должны были быть переданы заложники.
Статья II: Земли онейда и тускарора сохранялись за этими народами.
Статья III: Установление границ. Все земли к западу от линии, проходящей восточнее Ниагары до Огайо, передавались США. США сохраняли также шесть миль земли вокруг форта Освего.
Статья IV: США выдают Шести Нациям товары «для их использования и благополучия».

## Юридическое значение
Договор стал одним из первых, в которых индейцы рассматривались как побеждённая сторона, а отчуждение земель — как форма репараций. По мнению историка Аррелла Гибсона, это был поворотный момент, когда США закрепили концепцию отчуждения земель через договор в случае поражения.
Некоторые представители американского общества критиковали политику властей в отношении союзных племён. Газеты отмечали, что США проигнорировали обязательства перед теми индейцами, которые поддерживали их в войне за независимость, что подрывало доверие и усиливало напряжённость.

## Реакция и последствия
Совет Шести племён отказался ратифицировать договор, аргументируя это отсутствием полномочий у делегатов. Западная Индейская Конфедерация и племена Огайо также отвергли договор. США впоследствии заключили отдельные соглашения с делаварами, шауни, минго и другими племенами. После договора Лига ирокезов ослабла и вскоре распалась.
Часть племён мигрировала в Канаду, где под руководством Джозефа Бранта получила земли от британских властей (25 октября 1784 года).
Позже вождь Корнплантер в речи 1792 года заявил: «Вы потребовали от нас великую страну, как плату за мир, который сами же и предлагали, словно наша бедность и ослабленность были равны утрате прав» (American State Papers, Indian Affairs, 1:206).
Договор вызвал волну недовольства и стал одной из причин нового совета в Канандаигуа (1794), где США вернули сенекам часть земель.
Власти Нью-Йорка заключили дополнительные договоры с онейдами и тускарора, несмотря на федеральные запреты. В 1795 году был подписан договор об уступке 100 000 акров, нарушающий Закон о торговле и сношениях с индейцами 1790 года. Уже в 1785 году штат начал массовую экспроприацию их земель, несмотря на союз с США во время войны.

## Историческое значение
Договор стал прецедентом, в котором США утверждали своё право на земли индейцев, опираясь на «право прекупации» по Парижскому договору. Также он ознаменовал отход от дипломатического равенства и переход к политике одностороннего диктата. Власти Нью-Йорка, включая Джеймса Дуэйна, избегали признания Конфедерации, чтобы создать видимость раздробленности.
Договор положил начало системе соглашений с индейцами, которая продолжалась до 1871 года. Он стал моделью для последующих договоров (форт МакИнтош — 1785, форт Хармар — 1789), вызвавших враждебную реакцию и сопротивление. По мере усиления США условия договоров становились всё более односторонними и неблагоприятными.
В XX веке потомки онейда оспорили законность последующих договоров, и Верховный суд признал, что нарушение процедуры делает договор недействительным, даже спустя более двух столетий.